# اسلامی‌سازی

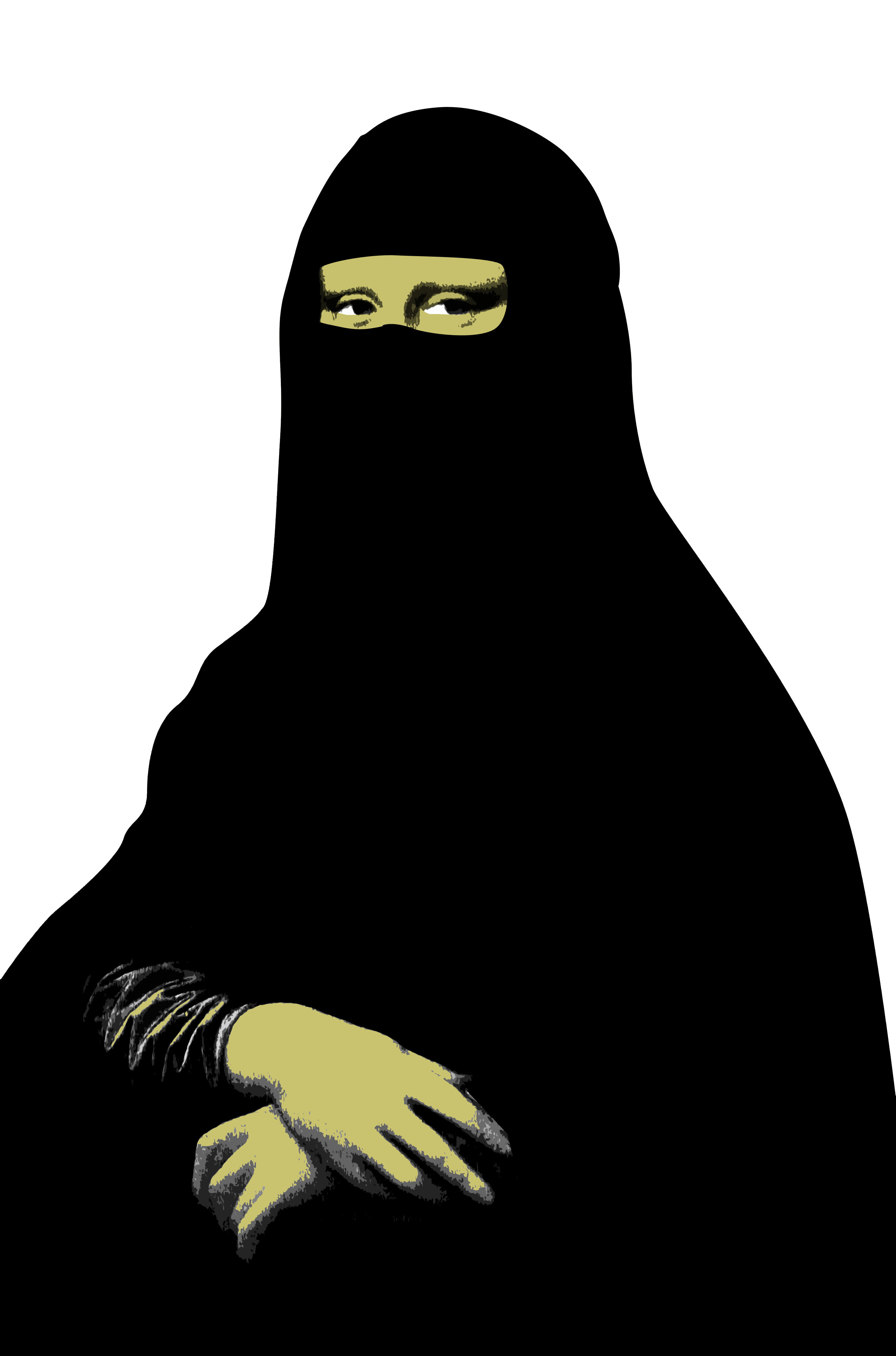
مونالیزای اسلامی‌سازی شده

اسلامی سازی (عربی: أسلمة، به انگلیسی:Islamization) اصطلاحاً به فرایند فرهنگی یا سیاسی می‌گویند که فرد یا موضوعی را که ماهیت اسلامی ندارد به اختیار یا بالاجبار هویت اسلامی بدهند. این پدیده در سودان، پاکستان، ایران، مالزی و افغانستان دیده شده‌است.